# كاشم
الكَاشَم أو الكَاشِم (الاسم العلمي: Levisticum) جنس نباتي يتبع الفصيلة الخيمية.